# 2015年岩手県議会議員選挙
2015年岩手県議会議員選挙（2015ねん いわてけんぎかい ぎいんせんきょ）は、岩手県の議決機関である岩手県議会を構成する県議会を選出するため、2015年9月6日に投開票が行われた地方選挙である。

## 概要
2011年3月11日に発生した東北地方太平洋沖地震による震災（東日本大震災）の影響を考慮して第17回統一地方選挙より延期されていたため2015年度の選挙も第18回統一地方選挙と同一日程ではなくこの日程となった。
同年8月20日に無投票再選により3期目を迎えた達増拓也知事への賛否、また当時参議院で審議中だった安全保障関連法案が主な争点となった。

## 基礎データ
- 告示日：2015年8月28日（金曜日）
- 投票日：2015年9月6日（日曜日）
- 県議会定数：48議席
- 選挙区：10選挙区（うち6選挙区で無投票）

| 選挙区           | 定数 |
| ---------------- | ---- |
| 盛岡市           | 10   |
| 宮古市・下閉伊郡 | 3    |
| 大船渡市         | 1    |
| 花巻市           | 4    |
| 北上市           | 4    |
| 久慈市           | 1    |
| 遠野市           | 1    |
| 一関市           | 5    |
| 陸前高田市       | 1    |
| 釜石市           | 2    |
| 二戸郡           | 2    |
| 八幡平           | 2    |
| 奥州市           | 5    |
| 滝沢市[2]        | 3    |
| 紫波郡           | 2    |
| 九戸郡           | 1    |
出典：岩手県議選63人立候補8人無投票当選.産経新聞8月29日付（2015年10月29日閲覧）。
- 無投票選挙区　
  - 釜石選挙区（2）
  - 八幡平選挙区（2）
  - 大船渡選挙区（1）
  - 遠野選挙区（1）
  - 陸前高田選挙区（1）
  - 九戸選挙区（1）
- 選挙人登録者数：1,073,416（平成27年9月9日現在）

出典：選挙人名簿登録者数（岩手県選挙管理委員会）
- 県議会議員選挙と同時に岩手県知事選挙が行われる予定だったが平野達男参議院議員の出馬辞退により達増知事の無投票再選が決まった。

## 立候補者
告示日である8月28日の立候補届出締切までに63名が立候補を届け出て、最終的な立候補者数は前回選挙より9人下回り戦後最少の立候補者数となった。また、大船渡、遠野、陸前高田、釜石、八幡平、九戸の6選挙区は選挙区定数と同数に留まったため、8名が無投票当選となった。
| 党派       | 合計  | 新旧内訳 | 新旧内訳 | 新旧内訳 | 無投票 当選 | 前回 選挙 |
| 党派       | 合計  | 現職     | 元職     | 新人     | 無投票 当選 | 前回 選挙 |
| ---------- | ----- | -------- | -------- | -------- | ----------- | --------- |
| 自由民主党 | 16(2) | 11(1)    | 1(0)     | 4(1)     | 4(1)        | 16(2)     |
| 民主党     | 5(0)  | 5(0)     | 0        | 0        | 1(0)        | 31(2)     |
| 公明党     | 1(0)  | 1(0)     | 0        | 0        | 0           | 1(0)      |
| 日本共産党 | 3(1)  | 2(0)     | 0        | 1(1)     | 0           | 3(0)      |
| 社会民主党 | 3(1)  | 3(1)     | 0        | 0        | 0           | 3(1)      |
| 生活の党   | 9(1)  | 6(1)     | 10       | 20       | 0           |           |
| 諸派       | 4(1)  | 30       | 0        | 1(1)     | 0           | 7(2)      |
| 無所属     | 22(3) | 9(1)     | 1(0)     | 12(2)    | 2(0)        | 12(1)     |
| 合計       | 63(8) | 40(4)    | 3(0)     | 20(4)    | 8(1)        | 72(8)     |

出典：＜岩手県議選＞63人が立候補.河北新報2015年8月29日（2015年10月29日閲覧）
注：カッコ内数字は女性候補者数。諸派の候補者は全員がいわて県民クラブの候補者である。前回選挙における諸派は地域政党いわて。

## 選挙結果
投票率：52.81％前回選挙比－8.85％

## 当選した議員
自民党   公明党   民主党 
 生活の党と山本太郎となかまたち 
 共産党 
 社民党 
 いわて県民クラブ 
 無所属 
| 盛岡市           | 千葉絢子       | 小西和子   | 斎藤信     | 吉田敬子 |
| 盛岡市           | 高橋但馬       | 福井誠司   | 樋下正信   | 小野寺好 |
| 盛岡市           | 軽石義則       | 阿部盛重   |            |          |
| 宮古市・下閉伊郡 | 伊藤勢至       | 佐々木宣和 | 城内愛彦   |          |
| 大船渡市         | 田村誠         |            |            |          |
| 花巻市           | 木村幸弘       | 川村伸浩   | 佐々木順一 | 名須川晋 |
| 北上市           | 佐藤ケイ子     | 関根敏伸   | 高橋孝真   |          |
| 久慈市           | 中平均         | 嵯峨壱朗   |            |          |
| 遠野市           | 工藤勝子       |            |            |          |
| 一関市           | 神崎浩之       | 佐々木朋和 | 高田一郎   | 飯沢匡   |
| 一関市           | 千葉進         |            |            |          |
| 陸前高田市       | 佐々木茂光     |            |            |          |
| 釜石市           | 岩崎友一       | 小野共     |            |          |
| 二戸市・二戸郡   | 五日市王       | 工藤誠     |            |          |
| 八幡平市         | 千葉伝         | 工藤勝博   |            |          |
| 奥州市           | 千田美津子     | 佐々木努   | 郷右近浩   | 後藤完   |
| 奥州市           | 渡辺幸貫       | 菅野博典   |            |          |
| 滝沢市           | ハクセル美穂子 | 柳村一     |            |          |
| 紫波郡           | 臼沢勉         | 田村勝則   |            |          |
| 九戸郡           | 工藤大輔       |            |            |          |

出典：いわて県議選2015　開票結果岩手日報（2015年10月29日閲覧）
党派別・新旧別当選者数
| 党派             | 当選者 合計 | 新旧内訳 | 新旧内訳 | 新旧内訳 | 立候補 者数 | 改選前 議席数 | 増減 |
| 党派             | 当選者 合計 | 前職     | 元職     | 新人     | 立候補 者数 | 改選前 議席数 | 増減 |
| ---------------- | ----------- | -------- | -------- | -------- | ----------- | ------------- | ---- |
| 自由民主党       | 13(1)       | 9        | 0        | 4        | 13          | 12            | ＋1  |
| 生活の党         | 6(1)        | 3        | 1        | 2        | 9           | 8             | －2  |
| 民主党           | 5(0)        | 5        | 0        | 0        | 5           | 5             | ±0   |
| いわて県民クラブ | 4(1)        | 4        | 0        | 0        | 4           | 4             | ±0   |
| 日本共産党       | 3(1)        | 2        | 0        | 1        | 3           | 3             | ＋1  |
| 社会民主党       | 2(1)        | 2        | 0        | 0        | 3           | 3             | －1  |
| 公明党           | 1(0)        | 1        | 0        | 0        | 1           | 1             | ±0   |
| 無所属           | 14(3)       | 6        | 1        | 7        | 26          | 13            | ＋1  |
| 合計             | 48(4)       | 32       | 2        | 14       | 72          | 46            |      |

改選前民主党に小沢グループとそれ以外とで対立が生じ、国政同様小沢グループは日本未来の党を経て生活の党を結成し民主党を離党した。また民主党執行部と小沢グループどちらにもつかずに無所属で活動する議員もいて、自民党系会派の自由民主クラブは相対的に第一会派へと浮上していた。
自民党は改選前を1議席上回り13議席を獲得、公明党は改選前の議席を維持した。生活の党は9人立候補させたが現職を含む3人が落選し6議席にとどまった。一方民主党は残留した現職議員全員を当選させたものの生活の党に勢力を抜かれた。日本共産党は奥州選挙区で初当選者を出し、過去最高の3議席を獲得した。社会民主党は1議席減らし日本共産党に勢力を抜かれた。地域政党いわてを前身とするいわて県民クラブは現職4名の議席を維持した。
民主党と生活の党は選挙後共同会派「改革岩手」を結成し自由民主クラブより第一会派の座を奪還した。
今回の選挙では反達増を表明している自公といわて県民クラブ、親達増の「改革岩手」と3期目の知事選で自主支援を行った社共いずれも過半数をとることができず、中間派の無所属議員5人の会派である「創成いわて」がキャスティング・ボートを握ることとなった。